# Socjologia humanistyczna
Zasugerowano, aby zintegrować ten artykuł z artykułem socjologia rozumiejąca. Nie opisano powodu propozycji integracji.
Socjologia humanistyczna – nurt w socjologii na początku XX wieku, ukształtowany w opozycji do pozytywizmu, głoszący, że nauki o człowieku są zasadniczo inne od przyrodniczych i że wymagają odmiennych metod badania. Jego przedstawicielami są Max Weber, Ferdinand Tönnies, Georg Simmel, Florian Znaniecki, Stanisław Ossowski.
Poza Polską określana jako socjologia rozumiejąca.
Cechy: 
- antynaturalizm (antyobiektywizm) – nadaje podmiotowość badaczowi i uczestnikom procesów społecznych;
- interakcjonizm – socjologia jest nauką o interakcji społecznej (społeczeństwo nie jest ani zewnętrzną w stosunku do jednostek całością, ani też sumą jednostek);
- podmiotowy charakter interakcji społecznych – badane są tylko takie interakcje, gdzie występuje przynajmniej zalążkowa świadomość; ważne więc są nie zachowania, lecz działania;
- postulat „rozumienia” – należy dotrzeć do przyczyn działania i umieć je interpretować;
- wiedza społeczna ma umożliwić orientację w świecie.